# Аеродинамічний центр

Діаграма розподілу тиску для крила з симетричним (ліворуч) та несиметричним (праворуч) профілем

Аеродинамічний центр (фокус) — точка на перерізі аеродинамічного профілю, відносно якої аеродинамічний момент, що створює аеродинамічна сила не змінюється при зміні кута атаки.
Підіймальна сила і аеродинамічний опір можуть бути прикладені в одній точці - центрі тиску, навколо якого вони створюють нульовий крутний момент. Однак місце розташування центру тиску значно змінюється зі зміною кута атаки, тому це непрактично для аеродинамічного аналізу. Для аеродинамічного аналізу та прогнозування руху літальних апаратів часто використовується поняття аеродинамічного центру, оскільки воно спрощує математичні розрахунки та робить їх більш стабільними при зміні умов.